# Весенний поток
«Весенний поток» — советский кинофильм режиссёра Владимира Юренева на педагогическую тему.
Вышел на экраны 10 февраля 1941 года.

## Сюжет
Воспитанница детского дома Надя Кулагина после окончания института приезжает работать в школу, где когда-то училась. После её появления самый безнадёжный ученик Димка Лопатин, которого даже хотели выгнать из школы, исправляется и становится верным другом нового классного руководителя.

## В ролях
- Валентина Серова — Надежда Ивановна Кулагина, учительница
- Сергей Днепров — Захар Захарыч, директор школы
- Михаил Астангов — Валерьян Петрович Грушин, биолог
- Пётр Савин — Константин Сергеевич Уманцев, старший пионервожатый
- Борис Свобода — Трофим Антонович Салтанов, аптекарь
- Наталья Садовская — Люда Салтанова
- Александр Зражевский — Егор Шилов
- Клавдия Кручинина — Алёнушка, жена Шилова
- Борис Толмазов — Леонид Шилов, сын Шиловых
- Володя Митин — Вася Шилов, сын Шиловых
- Игорь Бут — Дима Лопатин
- Ирина Федотова — Варя Одинцова
- Варвара Ремизова — старая учительница
- Лидия Рюмина — учительница (нет в титрах)
- Леонид Алексеев (нет в титрах)
- Николай Горлов — гость Шиловых (нет в титрах)
- Андрей Тутышкин — член экзаменационной комиссии

## Съёмочная группа
- Режиссёр: Владимир Юренев
- Сценарист: Юрий Слёзкин
- Оператор: Марк Магидсон
- Композитор: Анатолий Лепин
- Художники: Владимир Каплуновский, Сергей Козловский